# Georg Elser
Johann Georg Elser (Hermaringen, Wurtemberg; 4 de enero de 1903 - Dachau, 9 de abril de 1945) fue un campesino y carpintero originario de Suabia (región histórica repartida actualmente entre Baden-Wurtemberg y Baviera en Alemania), opositor al régimen nacionalsocialista. Se le conoce por el intento de asesinar a Adolf Hitler y a otros miembros del Partido Nazi con una bomba colocada en la cervecería Bürgerbräukeller de Múnich, el 8 de noviembre de 1939.
El 8 de noviembre se celebraba el aniversario del Putsch de Múnich (golpe de Estado fallido de Hitler de 1923). Allí se reunieron personalidades importantes del régimen como Joseph Goebbels, Hans Frank, Joachim von Ribbentrop, Philipp Bouhler o el propio Hitler. Sin embargo, todos habían abandonado el local en el momento de la explosión. 
Detuvieron a Elser cerca de la frontera suiza y fue recluido durante cinco años en el campo de concentración de Dachau como «prisionero especial» (por la convicción de Hitler de que Elser formaba parte de una conspiración). 
Finalmente se le ejecutó, el 9 de abril de 1945.

## Biografía

### Primeros años y formación
Georg Elser nació en Hermaringen, Wurtemberg, el 4 de enero de 1903, hijo de Ludwig Elser y Maria Müller, que contrajeron matrimonio un año después del nacimiento de Georg. Georg asistió a la escuela primaria de Königsbronn de 1910 a 1917, donde mostró aptitudes para el dibujo y la artesanía. Su padre era agricultor y comerciante de madera, y tenía puestas las esperanzas en que su hijo le sucediera, pero Georg, que ayudaba a su padre en el trabajo, no tenía interés por seguir la profesión de su progenitor. Comenzó su aprendizaje en una fundición, como tornero, pero tuvo que dejarlo por motivos de salud dos años más tarde. A continuación trabajó en varias carpinterías en Königsbronn, Aalen y Heidenheim. De 1925 a 1929 estuvo empleado en una fábrica de relojes en Constanza, cuyo aprendizaje usaría, posteriormente, para fabricar el temporizador de la bomba para asesinar a Adolf Hitler. De 1929 a 1932, tras la crisis económica de finales de los años 20, volvió a trabajar como carpintero, esta vez en Suiza.
En 1930 su novia, Matilde Niedermann, había dado a luz a un niño, al que llamarían Manfred. Fue un embarazo no deseado, al igual que el del propio Georg. Pero a diferencia de sus padres, Georg no se casó con la madre de su hijo, y se separarían poco después. Elser fue obligado a pagar a Matilde el mantenimiento de su hijo, aunque no siempre cumpliera con sus obligaciones económicas.
Tras su regreso a Königsbronn, con Adolf Hitler ya como canciller de Alemania, volvió a trabajar con su padre, y desde 1936 estuvo en una fábrica de montaje, donde se familiarizó con el programa nazi de rearme. Allí tomó conciencia de que el país nuevamente se encaminaba hacia futuros conflictos, pues descubrió que su fábrica, dedicada en principio a la fabricación de tuberías y otras herramientas de uso civil, colaboraba con el rearme secreto ordenado por Hitler. Este rearme, que implicaba a gran cantidad de industrias, contravenía los acuerdos internacionales y, sobre todo, desmentía las continuas manifestaciones pacificistas de Hitler.
Elser era un hombre tranquilo y reservado, aunque sociable. Se apuntó a varios centros culturales y le gustaba reunirse con sus amigos para jugar al Tracht, tocar en el coro del pueblo o dar grandes paseos.

### Pensamiento político
A Elser no le interesaba demasiado la política. Se adhirió al sindicato de los trabajadores de la madera y a una organización comunista, la Roter Frontkämpferbund (Liga Roja de Combatientes del Frente), pero sin tener demasiada participación activa en ninguna de las dos organizaciones. Antes de las elecciones de 1933, en las que Hitler subió al poder, había votado por el KPD (Kommunistische Partei Deutschlands, Partido Comunista de Alemania) porque pensaba que era el partido político que más intentaba mejorar las condiciones de los obreros.
Las motivaciones de Elser para oponerse al nazismo después de 1933 nacieron de su observación de las condiciones de los trabajadores bajo el gobierno nazi. El nivel de vida de la clase obrera se había deteriorado y se había restringido su libertad. Habían bajado los salarios y había persecución religiosa (Elser era protestante devoto). En las discusiones con compañeros de trabajo percibió el malestar y el enfado hacia el régimen, ideas que compartía.

### El atentado contra Hitler

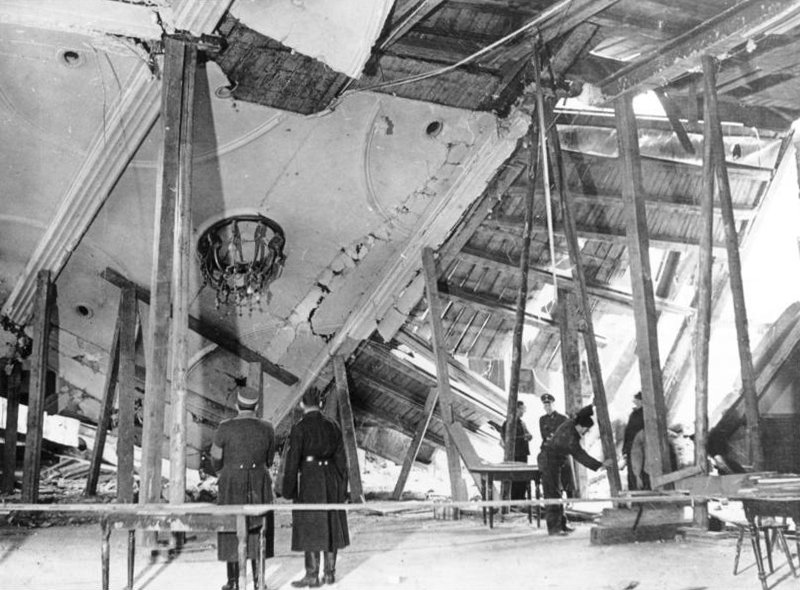
Fotografía de la cervecería tomada el 9 de noviembre de 1939, un día después del atentado.

En otoño de 1938, Europa estaba al borde de la guerra a causa de la crisis de los Sudetes. Apenas habían pasado dos décadas desde la Primera Guerra Mundial, y los alemanes vivían con cierto temor la posibilidad de un nuevo conflicto. Elser compartía esta angustia. Tras evitarse la guerra tras la firma del Pacto de Múnich, Elser se convenció de que "Alemania haría más reivindicaciones, se anexionaría otros países y que la guerra sería por tanto inevitable". Elser desconfiaba de las propuestas de paz del Führer, quería impedir la guerra y mejorar las condiciones de los trabajadores. Llegó a la conclusión de que la única manera de hacerlo era eliminando a la cúpula dirigente del Partido Nazi. Pensaba que eliminando a los elementos más proclives a la guerra, otros jerarcas nazis podrían reconducir la situación al pacifismo. En otoño de 1938 decidió que sería él mismo quien lo haría, sin que nadie le instara a ello y sin que nadie conociera sus intenciones.
Elser había leído en la prensa que la próxima reunión de los jefes del partido se iba a celebrar en la Bürgerbräukeller de Múnich el 8 de noviembre de 1939. Se celebraba el aniversario anual del fallido Putsch de Hitler de 1923, y se reunirían figuras destacadas del régimen junto al propio Führer y la vieja guardia del partido. Elser viajó a Múnich y allí llegó a la conclusión de que el mejor sistema para llevar a cabo sus planes era una bomba de relojería, colocada dentro de la columna situada en el lugar donde Hitler hablaría, a espaldas del estrado que acostumbraban a montar para Hitler el día de la celebración del aniversario. Durante los meses siguientes, Elser robó explosivos de la fábrica de armamento donde trabajaba y diseñó la bomba de relojería, gracias a los conocimientos sobre relojes que había adquirido en Constanza. 
A principios de abril, pidió una baja laboral y volvió a Múnich. Hizo un reconocimiento minucioso, tomando bocetos y medidas. Consiguió un nuevo trabajo en una cantera, que le permitió robar más explosivos (dinamita). Durante los meses siguientes, diseñó un modelo de la bomba, que probó, con éxito, en el huerto de sus padres. Volvió a Múnich en agosto y, desde entonces, hasta noviembre, llegó a esconderse hasta 30 veces en la cervecería (cada mañana salía por una puerta lateral sin ser visto), haciendo un agujero en la columna deseada, tras el revestimiento de madera. Su trabajo fue tan meticuloso que incluso llegó a recubrir el agujero con estaño para que la bomba no se moviera o no sonara a hueco. La bomba quedaría instalada y lista el 6 de noviembre pero, al día siguiente, Elser volvería a la cervecería para asegurarse de que seguía funcionando. A la mañana siguiente, Elser se despidió de su hermana, que vivía en Stuttgart, le pidió algo de dinero y se dirigió a Constanza.

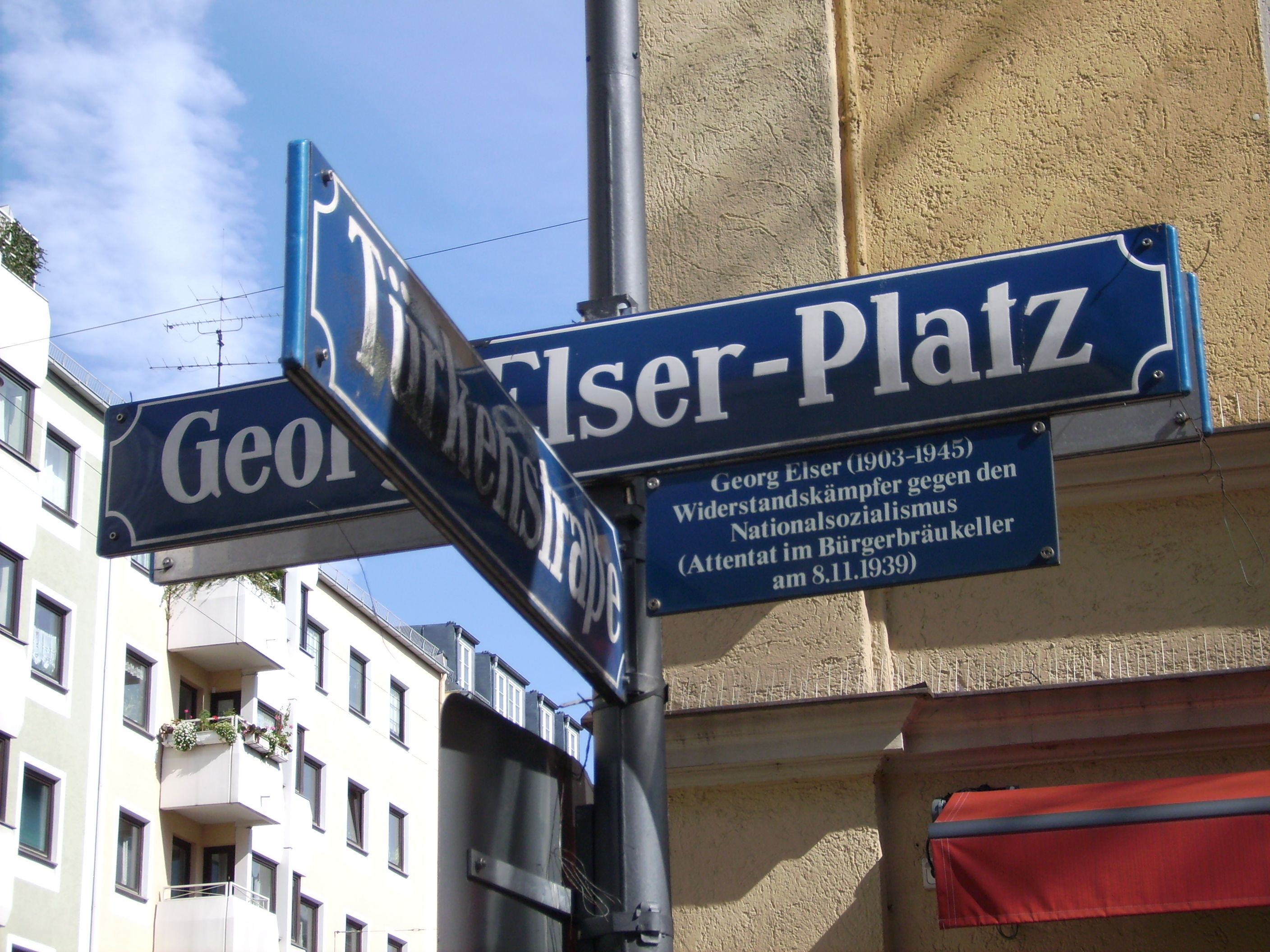
Plaza Georg Elser en Múnich.

Lo que Elser no sabía, dado su poco interés por las noticias y la prensa (salvo en ocasiones puntuales), es que Hitler había decidido suspender aquel año su alocución anual a la vieja guardia del partido. La guerra y la inminente preparación de la ofensiva occidental tenían absorbido a Hitler e iba a ser Rudolf Hess (vice-Führer del partido) quien le reemplazase. Tampoco sabía que, a última hora, Hitler cambiaría de opinión, reduciendo su presencia en Múnich. La duración habitual de su discurso era desde las 20:30 hasta, aproximadamente, las 22:00, para luego, permanecer varios minutos más conversando con los antiguos camaradas del partido. Se anunció que las condiciones especiales de la guerra variarían aquel año la dinámica de la celebración. Hitler empezó su discurso a las 20:10 y lo terminó poco después de las 21:00 (la bomba de Elser estaba programada para las 21:20). Una vez acabado, se dirigió rápidamente hacia la estación para coger el tren de las 21:31 hacia Berlín, ya que el mal tiempo le impedía volver en avión, una de las razones para acortar el discurso.
A las 21:20, estalló la bomba de Elser, que destruyó la columna situada detrás del lugar donde había estado Hitler 10 minutos antes y parte del techo de la galería superior. Tras la marcha de Hitler, mucha gente había decidido abandonar el local, con lo que es imposible saber con exactitud la magnitud de la explosión en las condiciones en las que Elser la había planeado. El resultado final fue de ocho personas fallecidas y sesenta y tres heridas, dieciséis de ellas de gravedad.

### La investigación
Hacia las 22:00 horas, el adjunto del Reichsführer SS Himmler y segundo al mando de las SS, Reinhard Heydrich, llama al jefe de la policía de Berlín, Arthur Nebe, y le ordena venir a Múnich para abrir una comisión de investigación. El mismo Himmler había informado al jefe del contraespionaje alemán, Walter Schellenberg, ya que sospechaba que tras el atentado estaba el servicio secreto británico. Nebe creó dos grupos de investigación: el primero se encargaría de investigar las circunstancias del atentado, mientras que el segundo buscaría a los autores.
La noche del atentado, la seguridad corría a cargo del Leibstandarte Adolf Hitler, bajo el mando del teniente coronel de las SS Christian Weber. Los trabajos en la Bürgerbräukeller permitieron descubrir restos de una bomba artesanal y un temporizador. El tipo de explosivo era el habitual en las minas, y el autor había usado placas de estaño y corcho de un modelo poco habitual.
La policía interrogó a un relojero que recordaba haber vendido dos relojes, del mismo tipo que el usado en la bomba, a un joven suabo. También fue interrogado el comerciante que vendió las placas de corcho. Por último, la investigación llevó a un cerrajero que había prestado su taller a un joven suabo para trabajar en "algo de su invención". La descripción hecha por los tres hombres fue idéntica.
A raíz de estas investigaciones, la policía descubrió que un hombre joven, de origen suabo, había sido visto las últimas semanas cerca de la Bürgerbräukeller, y a menudo había sido sorprendido en los lavabos tras la hora del cierre. Heinrich Müller, jefe de la sección IV de la Gestapo, recibió un telegrama que le informaba de la detención de un joven suabo, que correspondía a la descripción hecha por los comerciantes, en Kreuzlingen cerca de la frontera con Suiza.

### Arresto e interrogatorio
Elser ya había sido detenido, de forma casual, a las 20:45 en el puesto aduanero de Constanza, en la frontera con Suiza. Era una simple detención rutinaria de alguien que intentaba pasar la frontera de forma clandestina. Horas después, los funcionarios de fronteras empezaron a relacionar a Elser con el atentado, al encontrar en sus bolsillos una postal de la Bürgerbräukeller con una columna marcada con una cruz roja, un fragmento de detonador y una insignia del Roter Frontkämpfferbund (partido de filiación comunista). Elser negó cualquier relación con el atentado. Para Nebe, Elser no era más que un peón y parte de una conspiración mayor, seguramente del servicio secreto británico.
Fue llevado a Múnich para ser interrogado por la Gestapo, donde continuó negando su participación en los hechos a pesar de las pruebas en su contra (como, por ejemplo, los rasguños de sus rodillas de permanecer horas arrodillado excavando en la columna). Tras ser torturado la noche del 12 al 13 de noviembre, confesó el 14 de noviembre. Días después hizo una confesión completa, con detalles de la bomba y los motivos que le habían impulsado a cometer el atentado. Tras la confesión de Múnich, Elser fue llevado a la sede de seguridad del Reich, en Berlín, donde volvió a ser torturado. El Reichsführer SS Heinrich Himmler no creía que un joven carpintero suabo, sin apenas medios y educación, hubiera estado tan cerca de asesinar al Führer sin contar con cómplices. 
Nebe fue incapaz de proporcionar a Hitler una conexión entre Elser y los británicos. El caso fue traspasado a Heinrich Müller, pero ni él ni el resto de las autoridades, que investigaron, pudieron encontrar conspiración alguna, y asumieron que Elser decía la verdad. Elser permaneció en Berlín hasta 1941. Tras comenzar la invasión de la URSS (22 de junio de 1941), fue trasladado al campo de concentración de Sachsenhausen, para, en 1944, ser transferido al campo de Dachau. En ambos lugares recibió trato de prisionero privilegiado. 
El 5 de abril de 1945, el SS-Obergruppenführer Ernst Kaltenbrunner, jefe de la Policía de Seguridad (Sicherheitspolizei) apareció en el búnker del Führer (Führerbunker) para informar sobre la situación de guerra. Hitler ordenó que fueran ejecutados los prisioneros especiales de Dachau, entre los que se encontraba el "prisionero privilegiado" Georg Elser. El jefe de la Gestapo, SS-Gruppenführer Heinrich Müller, transmitió, ese mismo día, la orden al comandante del campo de concentración de Dachau, el Obersturmbannführer Eduard Weiter, según el siguiente comunicado:.

-" Las autoridades superiores han discutido el caso del prisionero Elser, durante los próximos ataques aéreos enemigos sobre Múnich, Elser debe ser mortalmente herido. En vista de esto, le ordeno que la eliminación de Elser sea en el más absoluto secreto y que muy pocas personas se enteren de tal acción. Me informará de su muerte de forma oficial en un telegrama que dirá lo siguiente:  En tal fecha y hora, el prisionero Elser fue alcanzado y muerto por un ataque aéreo enemigo.  Destruya este comunicado después de ejecutar mis órdenes "-
 Comunicado de Heinrich Müller al SS Hauptstürmfhurer Edward Weiter

El 9 de abril de 1945, un oficial de las SS, Theodor Heinrich Bongartz, ejecutó a Elser con un tiro en la nuca.
Traducción: Placa conmemorativa.
"Quería evitar un derramamiento de sangre aún mayor por mi acto". En memoria de Johann Georg Elser, que pasó su juventud en Königsbronn. El 8 de noviembre de 1939, intentó evitar el genocidio asesinando a Adolf Hitler. El 9 de abril de 1945, Johann Georg Elser fue asesinado en el campo de concentración de Dachau.

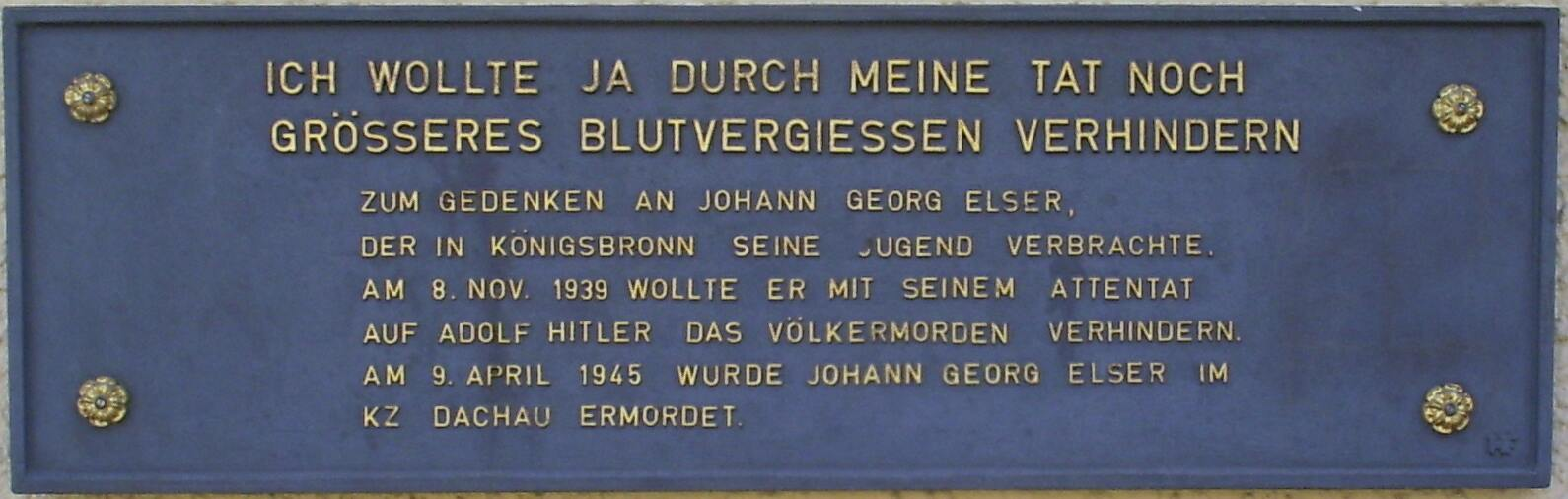
Placa dedicada a la memoria de Georg Elser en Königsbronn.

## En la cultura popular
- En 1989 se publica en España la novela de Stephen Sheppard titulada Siete minutos en la que se relata la ejecución del atentado y posterior detención de Georg Elser.
- Basada en esta novela se rodó en 1989 la película alemana Siete minutos para morir (título original Georg Elser: Einer aus Deutschland), dirigida y protagonizada por Klaus Maria Brandauer.